# Marcin Majewski
Marcin Robert Majewski (ur. 31 marca 1980 w Legnicy) – polski biblista, doktor habilitowany teologii, profesor na Uniwersytecie Jagiellońskim, a także youtuber.

## Kariera naukowa
W latach 1999–2004 studiował teologię na Papieskiej Akademii Teologicznej w Krakowie, w latach 2004–2008 kontynuował studia z teologii biblijnej na tej uczelni, tam w 2008 obronił pracę doktorską pt. Mieszkanie Chwały. Teologia sanktuarium Izraela na pustyni napisaną pod kierunkiem Tadeusza Brzegowego. Równocześnie w latach 2003/2004 studiował język hebrajski w Instytucie Filologii Orientalnej Uniwersytetu Jagiellońskiego. W 2004 ukończył też podyplomowe studia dziennikarskie na PAT.
Od roku 2006 wykłada język hebrajski biblijny w WSD Paulinów w Krakowie, a od roku 2008 przedmioty biblijne w WSD Franciszkanów oraz na Uniwersytecie Papieskim Jana Pawła II. W latach 2010–2023 był wykładowcą Starego Testamentu w Wyższym Seminarium Duchownym Redemptorystów w Tuchowie.
Pracuje na stanowisku profesora na Uniwersytecie Jagiellońskim, w przeszłości na Uniwersytecie Papieskim Jana Pawła II w Krakowie.
W 2019 uzyskał stopień naukowy doktora habilitowanego w dziedzinie nauk teologicznych.
Jest członkiem zwyczajnym The Society of Biblical Literature (SBL), European Association of Biblical Studies (EABS), Stowarzyszenia Biblistów Polskich, Sekcji Biblijnej Polskiego Towarzystwa Teologicznego, Polskiego Towarzystwa Studiów Żydowskich oraz Rady Naukowej Komisji Nauk Filologicznych Polskiej Akademii Nauk we Wrocławiu. Jest także współpracownikiem Zespołu Języka Religijnego przy Radzie Języka Polskiego.

## Nagrody i wyróżnienia
- 3 miejsce w konkursie na Teologiczną Książkę Roku organizowanym przez Polską Akademię Nauk za książkę Pięcioksiąg odczytany na nowo – 2019[9].
- Nagroda Rektora UPJP II – 2023
- Nagroda Feniks za tłumaczenie i komentarz: Teksty z Ugarit. Tłumaczenie i komentarz. Tom I–III – 2024[10][11].

## Publikacje
- Mieszkanie Chwały. Teologia sanktuarium Izraela na pustyni (Wj 25–31 i 35–40), Wydawnictwo Naukowe PAT, Kraków 2008[12],
- W stronę Ziemi Obiecanej. Komentarz do Księgi Wyjścia, Wydawnictwo eSPe, Kraków 2011[13],
- Archeologia czasów i miejsc biblijnych, UPJP II, wydanie II, Kraków 2014[14],
- Ugarit – historia, religia, literatura, język na tle Biblii Starego, UPJP II, wydanie II, Kraków 2010[15],
- Kurs języka hebrajskiego w czasopiśmie „Biblia krok po kroku”[16][17],
- Jak przekłady zmieniają Biblię. O tłumaczeniu Pisma Świętego raz jeszcze, UPJP II, Kraków 2013[18],
- Pięcioksiąg odczytany na nowo: Przesłanie autora kapłańskiego (P) i jego wpływ na powstanie Pięcioksięgu, Wydawnictwo Naukowe UPJP II, Kraków 2018[19],
- Tora. Rozmowa o pierwszych pięciu księgach Biblii, Vocatio Oficyna Wydawnicza, 2022 (razem z Pawłem Biedziakiem)[20].

oraz kilkadziesiąt artykułów naukowych i popularnonaukowych.